# Chrewt
Chrewt (ukrán nyelven: Хревть) Lengyelország délkeleti részén, a Kárpátaljai vajdaságban, a Bieszczady járásban, Gmina Czarna község területén található település, közel a lengyel–ukrán határhoz. A község központjától, Czarnától 10 kilométernyire nyugatra fekszik, a járási központtól, Ustrzyki Dolnétől 15 kilométernyire délre található és a vajdaság központjától, Rzeszówtól 90 kilométernyire található délkeleti irányban.

## Fordítás
Ez a szócikk részben vagy egészben  a   Chrewt című angol Wikipédia-szócikk ezen változatának fordításán alapul.  Az eredeti cikk szerkesztőit annak laptörténete sorolja fel. Ez a jelzés csupán a megfogalmazás eredetét és a szerzői jogokat jelzi, nem szolgál a cikkben szereplő információk forrásmegjelöléseként.